# The Howlin' Wolf Album
The Back Door Wolf — студійний альбом американського блюзового музиканта Гауліна Вулфа, що вийшов 1969 року на лейблі Cadet Concept. Записаний за участі учасників гурту Rotary Connection.

## Опис
Цей альбом вийшов 1969 року на дочірньому лейблі Chess Records Cadet Concept, і є зовсім не типовим для Вульфа і самому музикантові він не подобався. Ідея була проста — осучаснити звучання Вульфа до психоделічного стилю Джимі Гендрікса. У записі альбому, сесія якого відбулась у листопаді 1968 року на студії Ter Mar Studios, Чикаго, Іллінойс, взяли участь учасників гурту Rotary Connection. Гурт виконує такі хіти як «Spoonful», «The Red Rooster» і «Back Door Man» (усі написані Віллі Діксоном) та «Smokestack Lightning» Вулфа. 
На обкладинці альбому міститься напис: «This is Howlin' Wolf's new album. He doesn't like it. He didn't like his electric guitar at first either» (укр. Це новий альбом Гауліна Вулфа. Йому він не подобається. Йому одразу не сподобалась його електрична гітара.
У 1969 році альбом посів 49-е місце в чарті Black Albums журналу «Billboard».

## Список композицій
1. «Spoonful» (Віллі Діксон) — 3:48
2. «Tail Dragger» (Віллі Діксон) — 4:20
3. «Smokestack Lightning» (Честер Бернетт) — 4:54
4. «Moanin' at Midnight» (Честер Бернетт) — 3:13
5. «Built for Comfort» (Віллі Діксон) — 5:07
6. «The Red Rooster» (Віллі Діксон) — 3:48
7. «Evil» (Честер Бернетт) — 4:06
8. «Down in the Bottom» (Віллі Діксон) — 2:43
9. «Three Hundred Pounds of Joy» (Віллі Діксон) — 2:34
10. «Back Door Man» (Віллі Діксон) — 6:17

## Учасники запису
- Гаулін Вулф — вокал, губна гармоніка
- Джин Бардж — електричний саксофон (3)
- Дональд Майрік — флейта (3)
- Г'юберт Самлін, Філ Апчерч (7, 9, 10), Роланд Фолкнер — електрична гітара
- Піт Коузі — електрична гітара, смичкова гітара
- Луї Сеттерфілд — електричний бас
- Морріс Дженнінгс — ударні

Технічний персонал
- Чарльз Степні, Джин Бардж, Маршалл Чесс — продюсер
- Рон Мало — інженер
- Джефф Леовенталь — фотографія
- Г. Блюм — дизайн

## Хіт-паради
Альбоми
| Рік  | Чарт         | Позиція |
| ---- | ------------ | ------- |
| 1969 | Black Albums | 49      |

Сингли
| Рік  | Сингл  | Чарт        | Позиція |
| ---- | ------ | ----------- | ------- |
| 1969 | «Evil» | R&B Singles | 43      |